# Toninho (ur. 1965)
Toninho, właśc. Antônio Benedito da Silva (ur. 23 marca 1965 w Campinas) – piłkarz brazylijski, występujący podczas kariery na pozycji napastnika.

## Kariera klubowa
Karierę piłkarską Toninho rozpoczął w klubie Guarani FC w 1983. Po grze w XV de Jaú w 1985 przeszedł do Portuguesy São Paulo. W lidze brazylijskiej zadebiutował 30 stycznia 1985 w przegranym 0-2 meczu z Fluminense FC.
W 1990 z 13 bramkami został królem strzelców ligi stanowej São Paulo. W 1991 występował we CR Flamengo, z którego wyjechał do Japonii. W Kraju Kwitnącej Wiśni Toninho występował kolejno w Yomiuri, Shimizu S-Pulse i Urawie Red Diamonds. Łącznie w lidze japońskiej rozegrał 127 spotkań, w których strzelił 61 bramek.
Po powrocie do Brazylii w 1996 został zawodnikiem CR Vasco da Gama. W barwach Vasco 17 listopada 1996 w wygranym 4-2 meczu z Criciúmą Toninho wystąpił po raz ostatni w lidze brazylijskiej. Ogółem w latach 1985–1996 wystąpił w lidze w 106 meczach, w których strzelił 26 bramek. W 1997 występował w Meksyku w Club América. Karierę zakończył w Londrinie w 1998.

## Kariera reprezentacyjna
W reprezentacji Brazylii Toninho jedyny raz wystąpił 15 marca 1989 w wygranym 1-0 towarzyskim meczu z reprezentacją Ekwadoru.